# Зализничное (Харьковская область)
Зализни́чное (укр. Залізничне) — посёлок,
Граковский сельский совет,
Чугуевский район,
Харьковская область.
Код КОАТУУ — 6325483002. Население по переписи 2001 года составляет 354 (170/184 м/ж) человека.

## Географическое положение
Посёлок Зализничное находится в 1 км от реки Гнилица (правый берег),
выше по течению на расстоянии в 2 км и на противоположном берегу расположено село Новая Гнилица,
ниже по течению на расстоянии в 2,5 км расположено село Граково.
Через посёлок проходит железная дорога, станция Граково.

## История
- 1911 — основано как станция Граково [1].
- 1976 — преобразовано в посёлок Зализничное.

## Экономика
- «ЧУГУЕВАГРОХИМ», ОАО.

## Объекты социальной сферы
- Фельдшерско-акушерский пункт.